# VTV – Bài hát tôi yêu lần thứ 3
VTV – Bài hát tôi yêu lần thứ 3 hay VTV – Bài hát tôi yêu 2004 diễn ra từ tháng 8 năm 2004 đến tháng 3 năm 2005. Đây là mùa thứ ba của chương trình ca nhạc đồng thời là cuộc thi sản xuất video âm nhạc (MV) do Đài Truyền hình Việt Nam sáng lập và Đông Tây Promotion sản xuất. Sau lần tổ chức này, VTV Bài hát tôi yêu đã bị tạm dừng vô thời hạn cho đến năm 2016, khi chương trình được tiếp tục với phiên bản mới.

## Sản xuất

### Đầu tư
Ban tổ chức chu cấp mức kinh phí 25 triệu cho mỗi ca khúc tham dự, các ca sĩ và đội ngũ sản xuất hầu như không đầu tư thêm để cuộc thi được công bằng. Có 40 ca sĩ và nhóm nhạc tham gia chương trình, mỗi ca sĩ và nhóm nhạc sẽ thực hiện ba MV để chọn ra một MV chính thức được phát sóng và bình chọn; Ban tổ chức sắp xếp họ với các đạo diễn và nhà quay phim khác nhau để sản xuất MV.
Kinh phí 25 triệu mà Ban tổ chức phát cho các tổ sản xuất là không đủ cho họ làm MV. Công ty J Production và đạo diễn Jackie Chen đảm nhiệm 2 MV của Đoan Trang và Kasim Hoàng Vũ. Đại diện công ty cho biết họ đã bỏ thêm tiền để sản xuất và hoàn thiện các video.

### Sản xuất và kiểm duyệt
Các ca sĩ, nhóm nhạc đăng ký gửi ca khúc chi ban tổ chức kiểm duyệt, được chia làm 3 công đoạn gửi soundtrack, gửi audio và cuối cùng là gửi video clip. Khi đã được chương trình chọn thì các MV này sẽ do Đài Truyền hình Việt Nam nắm bản quyền phát hành.
Chương trình lần này có 14 ca sĩ và nhóm nhạc lần đầu tham gia, ngoài các đạo diễn trong nước còn có hai đạo diễn người nước ngoài là đạo diễn Jackie Chen người Đài Loan với 2 clip Tuyết rơi mùa hè của Đoan Trang và Ánh sáng đêm trắng của Kasim Hoàng Vũ; đạo diễn Aaron Toronto người Mỹ với 2 clip Bài hát cho em và tôi của ca sĩ Quang Hà và Ước mơ cho ngày mai của nhóm MTV. Ca sĩ Tùng Dương tham gia với 2 ca khúc Đêm cuối và Ôi quê tôi; riêng ca khúc Ôi quê tôi được phối khí cầu kỳ với 60 luồng âm thanh, nhưng bị đạo diễn từ chối thực hiện clip vì cho rằng sẽ khó truyền tải hết cái hay của khúc. Ban đầu Tùng Dương còn lưỡng lự việc tham gia chương trình khi anh và Thanh Lam cùng chọn chung ca khúc Ôi, quê tôi.
Các ca sĩ Phương Thanh, Mỹ Tâm, Đàm Vĩnh Hưng trở lại cuộc thi nhưng nhanh chóng bị loại trong quá trình kiểm duyệt ca khúc. Trước đấy, Phương Thanh đã nộp hồ sơ để được thực hiện một trong hai ca khúc Vì em yêu anh hoặc Con cầu xin. Ca sĩ Mỹ Lệ cho rằng Ban tổ chức không công bằng trong việc sắp xếp đội ngũ ca sĩ và đạo diễn nên cũng sớm từ chối tham dự. Hồng Nhung và Mỹ Linh rút lui giữa chừng và được thay thế bởi Tùng Dương và Phương Anh.

### Giải thưởng
Có 17 giải thưởng dành cho 17 trong tổng số 40 clip tham dự, mỗi tác phẩm nhận giải được tặng một chiếc cúp. Cúp được làm bằng pha lê, cao khoảng 40 cm, nặng gần 1,5 kg, do Trung tâm Caeser thực hiện.

## Phát sóng
Theo kế hoạch, VTV – Bài hát tôi yêu lần thứ ba bắt đầu phát sóng vào tháng 7 năm 2004 và chung kết diễn ra vào tháng 12 năm 2004. Tuy nhiên, do Ban Văn nghệ Đài Truyền hình Việt Nam cũng đang thực hiện cuộc thi Sao mai điểm hẹn 2004 trong thời gian đó cùng một số lý do khách quan khác, cuộc thi đã phải dời đến tháng 9.

### Vòng 1
Sau ba tháng phát động và tiến hành quay video clip, chương trình VTV - Bài hát tôi yêu lần 3 chính thức lên lịch phát sóng từ ngày 22 tháng 9 năm 2004. Cuộc thi mở đầu với MV ca khúc "Mãi mãi một tình yêu" của ca sĩ Đan Trường, đạo diễn bởi Minh Vy, ca khúc được sáng tác bởi Hoài An.

### Vòng 2
Đây là vòng thi cuối cùng để Ban tổ chức chọn ra những tác phẩm chiến thắng cuối cùng, buổi phát sóng của vòng 2 bắt đầu từ ngày 7 tháng 12 năm 2004.
Có 20 clip đã chiến thắng vòng một:
1. "Giọt sương ban mai" - Lam Trường
2. "Tình ngỡ là mơ" - Cẩm Ly
3. "Ước mơ cho ngày mai" - MTV
4. "Tôi tìm thấy tôi" - Hồ Quỳnh Hương
5. "Miền cát trắng" - Quang Vinh
6. "Mãi mãi một tình yêu" - Đan Trường
7. "Tuyết rơi mùa hè" - Đoan Trang
8. "Thiên thần đáng yêu" - GMC
9. "Anh" - Lê Kiều Như
10. "Mùa đông mong manh" - Trio 666
11. "Tình hoàng hôn" - Tuấn Hưng
12. "Mùa thu giấu em" - Ngọc Anh
13. "Đêm nay có mưa rơi" - AC&M
14. "Bài hát cho em và tôi" - Quang Hà
15. "Người con gái khóc" - Cao Thái Sơn
16. "Thôi đừng chiêm bao" - Lệ Quyên
17. "Tình cuối mây ngàn" - Quang Dũng
18. "Bạn bè" - Thủy Triều Đỏ
19. "Tin nhắn của anh" - Hồng Ngọc

### Ca sĩ, nhóm nhạc tham gia
Cuộc thi lần này có sự trở lại của ca sĩ Thanh Lam với ca khúc Người ở người về do Lê Minh Sơn sáng tác. Các ca sĩ trẻ Tùng Dương, Ngọc Khuê, Hồ Quỳnh Hương, Lệ Quyên, Cao Thái Sơn, Phương Anh, Thu Minh, Hiền Thục, Kasim Hoàng Vũ, Tuấn Hưng, Kiều Như, Nghi Văn. Khánh Linh, Lê Kiều Như, nhóm Nhịp Điệu, Bông Mai, Tam ca Áo trắng 5 dòng kẻ, nhóm Anh em, Nghi Văn, nhóm Biển xanh, nhóm Trio 666, Quang Hà, Hà Bảo Thu, Ngọc Anh, Đoan Trang, Cẩm Ly, MTV, Quang Dũng, GMC, Thủy Triều Đỏ, Hồng Ngọc, Lam Trường, Lê Uyên Nhi
Trong số 14 ca sĩ và nhóm nhạc lần đầu tham dự có 4 ca sĩ giành được giải là Quang Hà, Lê Kiều Như, Hà Bảo Thu và Ngọc Anh

## Trao giải
Lễ trao giải tổ chức ngày 6 tháng 3 năm 2005 tại Nhà hát Thành phố Hồ Chí Minh do Đinh Anh Dũng làm tổng đạo diễn. Buổi lễ có sự tham gia biểu diễn của 17 người mẫu nổi tiếng, 17 diễn viên múa, trùng với 17 giải thưởng sẽ được trao trong lễ trao giải. 17 giải thưởng bao gồm 10 video clip được khán giả bình chọn nhiều nhất trong số 20 clip được lọt vào vòng hai. Bên cạnh đó là năm giải do hội đồng nghệ thuật bình chọn và hai giải do Hội nhạc sĩ bình chọn. Trong đó giải thưởng của Hội đồng nghệ thuật là giải chính thức, giải của Hội nhạc sĩ mang tính động viên đội ngũ sản xuất. Theo đấy, giải của Hội đồng nghệ thuật được chọn các clip đã lọt vào vòng 2; còn giải của Hội Nhạc sĩ và giải khán giả bình chọn sẽ chọn từ 40 clip dự cuộc thi. Buổi lễ được truyền hình trực tiếp trên kênh VTV3 do Anh Tuấn và Ngọc Linh dẫn chương trình.

### Giải thưởng Hội đồng nghệ thuật

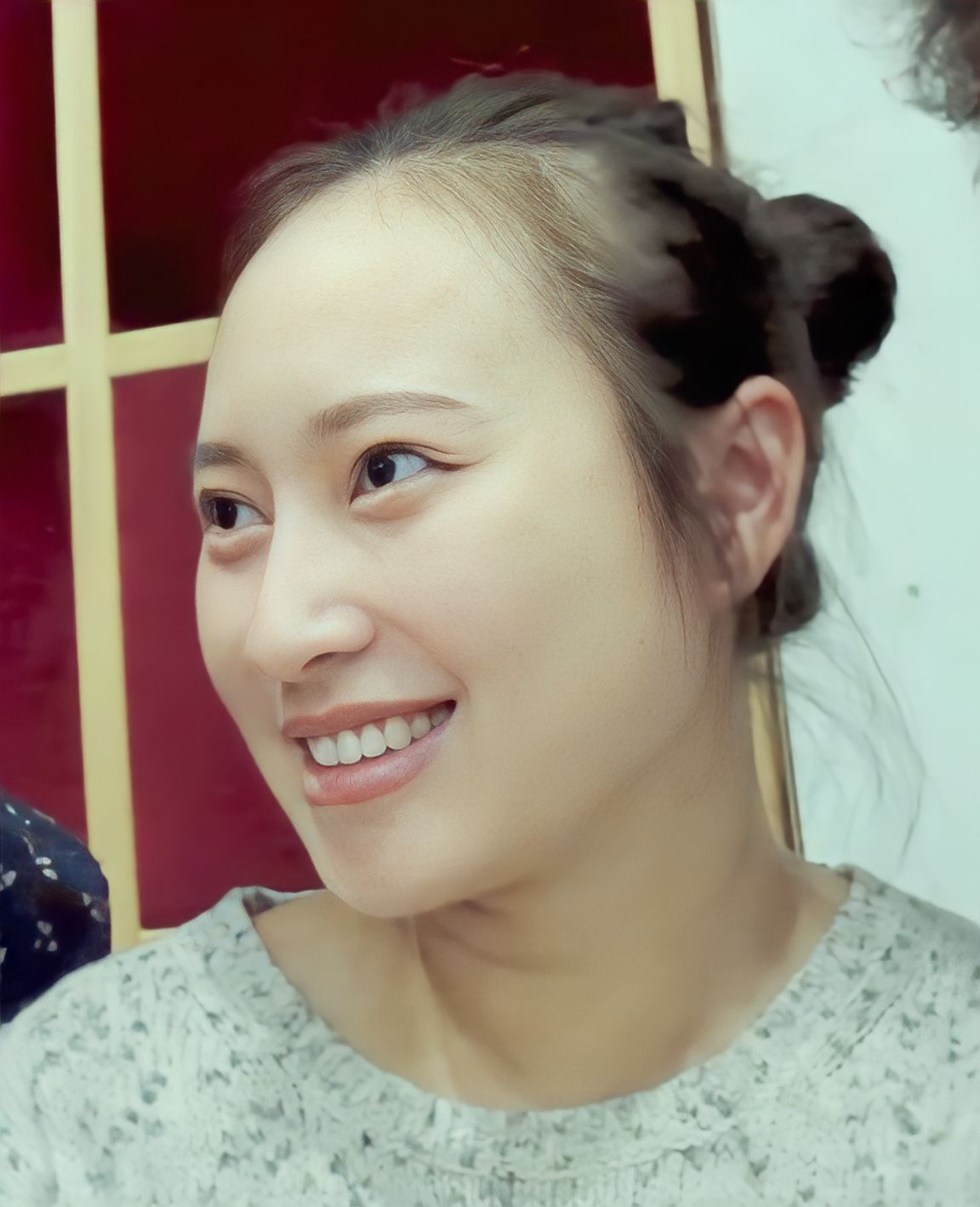
Ca sĩ Khánh Linh

| Video            | Ca sĩ          | Đạo diện          | Sáng tác        | Quay phim                     | Chú thích                   |
| ---------------- | -------------- | ----------------- | --------------- | ----------------------------- | --------------------------- |
| Tình hoàng hôn   | Tuấn Hưng      | Đinh Anh Dũng     | Nguyễn Nhất Huy | Nguyễn Nam                    | Diễn viên phụ họa: Mỹ Duyên |
| Người ở người về | Thanh Lam      | Phạm Hoàng Nam    | Lê Minh Sơn     | Đoàn Minh Tuấn                |                             |
| Đêm nằm mơ phố   | Nghi Văn       | Nguyễn Quang Dũng | Việt Anh        | Nguyễn Trinh Hoan, Việt Phước |                             |
| Tôi tìm thấy tôi | Hồ Quỳnh Hương | Nguyễn Tranh      | Đức Trí         | Nguyễn Trinh Hoan, Lưu Huỳnh  |                             |
| Cuối đêm         | Tùng Dương     | Phạm Việt Thanh   | Ngọc Đạt        | Lý Thái Dũng                  |                             |

### Giải thưởng của Hội Nhạc sĩ Việt Nam

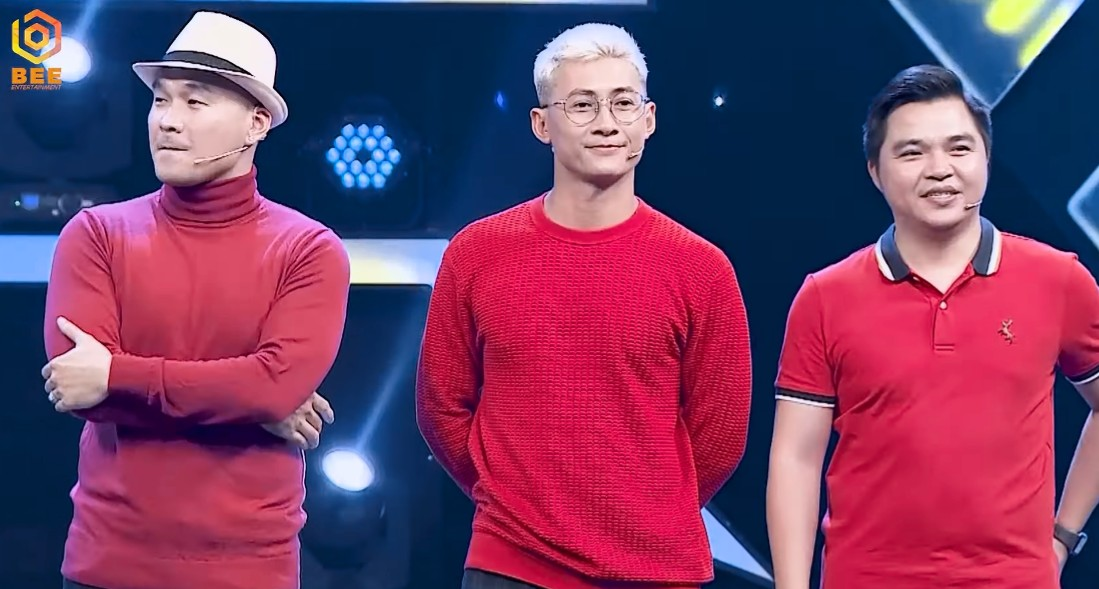
Nhóm MTV

| Ca sĩ trẻ xuất sắc | Ca sĩ trẻ xuất sắc | Ca sĩ trẻ xuất sắc | Ca sĩ trẻ xuất sắc | Ca sĩ trẻ xuất sắc |
| Video              | Ca sĩ              | Đạo diễn           | Sáng tác           | Quay phim          |
| ------------------ | ------------------ | ------------------ | ------------------ | ------------------ |
| Để tôi lắng nghe   | Khánh Linh         | Quốc Đạt           | Dương Thụ          |                    |
| Nhóm nhạc xuất sắc |                    |                    |                    |                    |
| Cỏ và mưa          | 5 Dòng Kẻ          | Đinh Anh Dũng      | Giáng Son          | Nguyễn Tranh       |

### Giải Khán giả bình chọn
| Video                 | Ca sĩ          | Đạo diễn        | Sáng tác        | Quay phim                    | Chú thích     |
| --------------------- | -------------- | --------------- | --------------- | ---------------------------- | ------------- |
| Miền cát trắng        | Quang Vinh     | Trần Cảnh Đôn   | Lê Quang        | Triển Chiêu                  | [ 24 ] [ 25 ] |
| Tôi tìm thấy tôi      | Hồ Quỳnh Hương | Nguyễn Tranh    | Đức Trí         | Nguyễn Trinh Hoan, Lưu Huỳnh | [ 24 ] [ 25 ] |
| Bài hát cho em và tôi | Quang Hà       | Aaron Toronto   | Vũ Quốc Việt    | Trọng Hòa                    | [ 24 ] [ 25 ] |
| Anh                   | Lê Kiều Như    | Phan Điền       | Hoài An         | Phan Điền                    | [ 24 ] [ 25 ] |
| Mùa thu giấu em       | Ngọc Anh       | Việt Hương      | Phú Quang       | Sĩ Khoa                      | [ 24 ] [ 25 ] |
| Tình ngỡ là mơ        | Cẩm Ly         | Minh Vy         | Hoài An         | Trọng Hòa                    | [ 24 ] [ 25 ] |
| Mãi mãi một tình yêu  | Đan Trường     | Minh Vy         | Hoài An         | Trọng Hòa                    | [ 24 ] [ 25 ] |
| Dòng sông lặng trôi   | Hà Bảo Thu     | Phạm Việt Thanh | Bảo Phúc        | Đoàn Minh Tuấn               | [ 24 ] [ 25 ] |
| Giọt sương ban mai    | Lam Trường     | Huỳnh Phúc Điền | Lam Trường      | Nguyễn Nam                   | [ 24 ] [ 25 ] |
| Ước mơ cho ngày mai   | MTV            | Aaron Toronto   | Nguyễn Anh Tuấn | Nguyễn Trinh Hoan            | [ 24 ] [ 25 ] |

## Đánh giá
Ca sĩ Nam Khánh của nhóm AC&M cho rằng việc phải sản xuất ba clip chỉ để chọn ra một khiến các ca sĩ rất mệt mỏi. Quá trình kiểm duyệt tốn kém, mức đầu tư của ban tổ chức không đủ khiến một số đội ngũ phải bỏ thêm kinh phí; cùng với việc không có quyền phát hành các MV do mình sản xuất khiến nhiều ca sĩ ngần ngại trong việc tham gia. Cũng một phần vì kinh phí eo hẹp, các đạo diễn nước ngoài như Jackie Chen, Aaron Toronto có hai clip dự thi nhưng đều không có sự vượt trội.
Theo Tuổi Trẻ, cuộc thi lần này bị đánh giá là kém hấp dẫn khi các ca sĩ có lượng người hâm mộ lớn và ca sĩ chuyên nghiệp đều rút lui hoặc bị loại khỏi cuộc thi. Những đoạn trich hậu trường sản xuất clip cũng bị cho là đơn điệu. Lễ trao giải được tổ chức kém sôi động, các hạng mục giải thưởng không có tính cạnh tranh phân chia thứ hạng trình độ. Cuộc thi chưa tôn vinh được tầm quan trọng của đạo diễn và quay phim.

## Các MV dự thi
Danh sách này không đầy đủ, bạn cũng có thể giúp mở rộng danh sách.
| Tuần 1               | Tuần 1     | Tuần 1            | Tuần 1                  | Tuần 1                                                          |
| Ca khúc (MV)         | Ca sĩ      | Đạo diễn          | Nhạc sĩ                 | Quay phim                                                       |
| -------------------- | ---------- | ----------------- | ----------------------- | --------------------------------------------------------------- |
| Mãi mãi một tình yêu | Đan Trường | Minh Vy           | Hoài An                 | Trọng Hòa                                                       |
| Tuyết rơi mùa hè     | Đoan Trang | Jackie Chen       | Trần Lê Quỳnh           | Jackie Chen                                                     |
| Mùa đông mong manh   | Trio 666   | Nguyễn Trinh Hoan | Tuấn Khanh - Thành Công | Nguyễn Nam, Phạm Việt Phước, Nguyễn Minh Cao, Nguyễn Quang Dũng |
| Thôi đừng chiêm bao  | Lệ Quyên   | Nguyễn Nam        | Tường Văn               | Nguyễn Tranh Diễn viên: Huy Khánh                               |
| Miền cát trắng       | Quang Vinh | Trần Cảnh Đôn     | Lê Quang                | Triển Chiêu                                                     |

Theo trang web của Đông Tây Promotion, đội ngũ đạo diễn, quay phim của Mùa đông mong manh là của Tóc mây (Hiền Thục) và thuộc tuần 4.
| Tuần 2             | Tuần 2     | Tuần 2            | Tuần 2     | Tuần 2                       |
| Ca khúc (MV)       | Ca sĩ      | Đạo diễn          | Nhạc sĩ    | Quay phim                    |
| ------------------ | ---------- | ----------------- | ---------- | ---------------------------- |
| Giấc mơ            | Bông Mai   | Trần Cảnh Sinh    | An Hiếu    | Triển Chiêu                  |
| Đêm nay có mưa rơi | AC&M       | Nguyễn Nam        | Hoàng Bách | Nguyễn Nam                   |
| Tin nhắn của anh   | Hồng Ngọc  | Nguyễn Nam        | Minh Nhiên | Nguyễn Nam                   |
| Để tôi lắng nghe   | Khánh Linh | Quốc Đạt          | Dương Thụ  |                              |
| Tình cuối mây ngàn | Quang Dũng | Nguyễn Quang Dũng | Kim Tuấn   | Nguyễn Tranh, Phạm Việt Phúc |

| Tuần 4              | Tuần 4         | Tuần 4          | Tuần 4      | Tuần 4                       |
| Ca khúc (MV)        | Ca sĩ          | Đạo diễn        | Sáng tac    | Quay phim                    |
| ------------------- | -------------- | --------------- | ----------- | ---------------------------- |
| Chuồn chuồn ớt      | Ngọc Khuê      | Thành Long      | Lê Minh Sơn | Phùng Lê Anh Minh            |
| Thiên thần đáng yêu | GMC            | Lâm Lê Dũng     | Sỹ Luân     | Vũ Bá Ngọc                   |
| Lời hứa             | Thu Minh       | Đoàn Minh Tuấn  | Kỳ Phương   |                              |
| Cõi mơ dịu êm       | Minh Quân      | Phạm Việt Thanh | Tường Văn   |                              |
| Tôi tìm thấy tôi    | Hồ Quỳnh Hương | Nguyễn Tranh    | Đức Trí     | Lưu Huỳnh, Nguyễn Trinh Hoan |

| Tuần 5         | Tuần 5    | Tuần 5        | Tuần 5          |
| Ca khúc (MV)   | Ca sĩ     | Đạo diễn      | Nhạc sĩ         |
| -------------- | --------- | ------------- | --------------- |
| Tình hoàng hôn | Tuấn Hưng | Đinh Anh Dũng | Nguyễn Nhất Huy |
|                |           |               |                 |

| Tuần 8               | Tuần 8         | Tuần 8          | Tuần 8    |
| Ca khúc              | Ca sĩ          | Đạo diễn        | Nhạc sĩ   |
| -------------------- | -------------- | --------------- | --------- |
| Cỏ và mưa            | Nhóm 5 dòng kẻ | Đinh Anh Dũng   | Giáng Son |
| Trái tim phiêu lãng  | nhóm Biển Xanh | Quốc Đạt        | Quốc Việt |
| Cuối đêm             | Tùng Dương     | Phạm Thùy Linh  | Ngọc Đại  |
| Điều em muốn nói của | Lê Uyên Nhi    | Huỳnh Phúc Điền | Đạt Huy   |
| Biển lạnh            | Phương Anh     | Thanh Long      | An Thuyên |

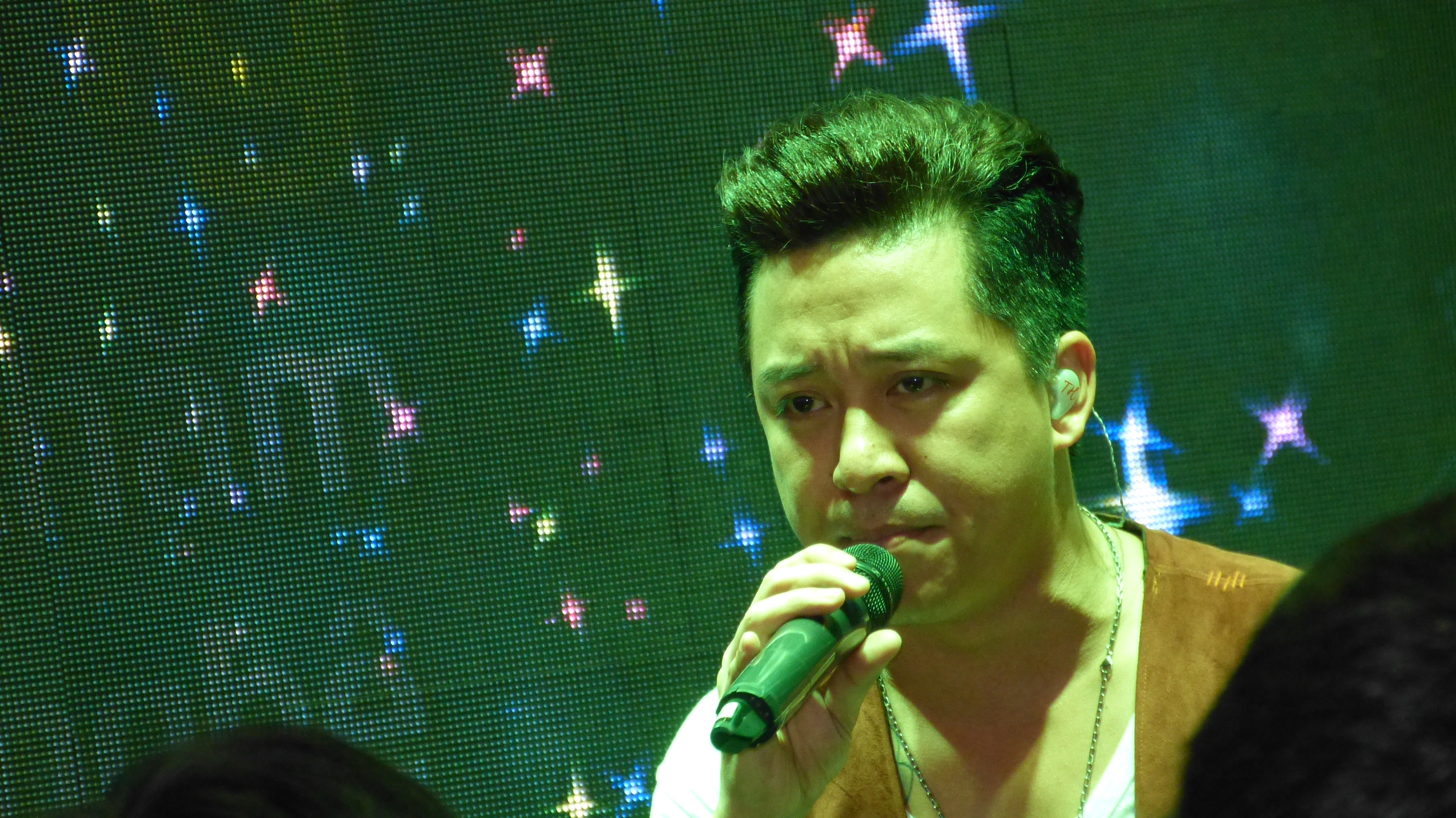
Ca sĩ Tuấn Hưng

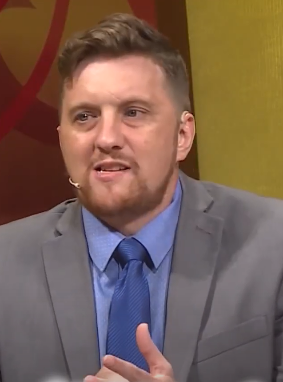
Đạo diễn Aaron Toronto

- MTV - Ước mơ cho ngày mai, sáng tác Nguyễn Anh Tuấn, đạo diễn Aaron Toronto
- Lam Trường - Giọt sương ban mai, sáng tác Lam Trường, đạo diễn Huỳnh Phúc Điền
- Ngọc Anh - Mùa thu giấu em, sáng tác Phú Quang, đạo diễn Việt Hương
- Nghi Văn - Đêm nằm mơ phố, sáng tác Việt Anh, đạo diễn Nguyễn Quang Dũng
- Thanh Lam - Người ở người về, sáng tác Lê Minh Sơn, đạo diễn Phạm Hoàng Nam
- Phương Thùy - Tìm trong mắt nhau, sáng tác Đỗ Đình Phúc, đạo diễn và quay phim Đoàn Minh Tuấn
- Tam ca Áo Trắng - Tóc dài ơi, sáng tác Sỹ Luân, đạo diễn Phan Điền)
- Lê Kiều Như - Anh, sáng tác Hoài An, đạo diễn Phan Điền
- Quang Hà - Bài hát cho tôi và em, sáng tác Quốc Việt, đạo diễn Aaron Toronto[5]
- Hà Bảo Thu - Dòng sông lặng trôi, sáng tác Bảo Phúc, đạo diễn Phạm Việt Thanh
- Kasim Hoàng Vũ - Ánh sáng đêm trăng, sáng tác Trần Tiến, đạo diễn và quay phim Jackie Chen
- Hiền Thục - Tóc mây, sáng tác Phạm Thế Mỹ, đạo diễn Nguyễn Trinh Hoan, quay phim Nguyễn Nam

### Ca khúc đã rút lui[5]
- Phương Thanh - Vì em yêu anh, sáng tác Đức Trí, đạo diễn Đoàn Minh Tuấn. Ca khúc không được phê duyệt[6]
- Mỹ Tâm - Vì đâu, sáng tác Mỹ Tâm, đạo diễn Huỳnh Phúc Điền. Ca khúc được duyệt nhưng ban tổ chức yêu cầu thay ca khúc khác; Mỹ Tâm không đủ thời gian quay MV nên xin rút lui.[6]